# Onomaus
Onomaus is een geslacht van wantsen uit de familie van de Miridae (Blindwantsen). Het geslacht werd voor het eerst wetenschappelijk beschreven door William Lucas Distant in 1904.

## Soorten
Het genus bevat de volgende soorten:

- Onomaus coloratus Zheng & Liu, 1992
- Onomaus elegans Poppius, 1915
- Onomaus lautus (Uhler, 1896)
- Onomaus pompeus Distant, 1904
- Onomaus tenuis L.Y. Zheng, 2004